# 大橋穣
大橋 穣（おおはし ゆたか、1946年5月29日 - 2025年7月18日）は、東京都新宿区出身（富山県氷見市生まれ）のプロ野球選手（遊撃手）・コーチ・監督。
愛称は「ペロ」（現役時代、打つ時、捕球の時、舌を出す癖があることから）。台湾における表記は大橋 穰（正体字）。
パ・リーグ初の遊撃手部門のダイヤモンドグラブ賞（現・ゴールデングラブ賞）を受賞している。

## 経歴

### プロ入りまで
中学時代に野球を始めると同時に遊撃手となり、以後ずっと遊撃でプレーする。日大三高では、1年次の1962年に控え内野手として夏の甲子園に出場するが、準々決勝で村上公康のいた西条高に敗れる。2年次の1963年には同期のエース若宮秀雄を擁し秋季東京大会に優勝し、3年次の1964年に行われる春の選抜出場を決める。選抜では2回戦（初戦）で浪商に敗退している。高校同期に外野手の小松時男、1年下に捕手の石塚雅二、控え投手の佐藤道郎がいた。
高校卒業後は早大を希望していたが、1965年に亜細亜大学へ進学し、東都大学野球リーグでは、東山親雄・内田俊雄らと共に中心打者として活躍。同期のエース森永悦弘を擁し、2年次の1966年秋季リーグで初優勝に貢献、最高殊勲選手となる。3年次の1967年秋季リーグでは、同じく同期の西尾敏征（電電中国）の好投もあって2回目の優勝を飾り、同年の第7回アジア野球選手権大会日本代表に選出されている。リーグ通算83試合出場、274打数69安打、打率.252、20本塁打、47打点。ベストナイン4回。通算20本塁打は当時の東都大学野球リーグ新記録だったが、井口資仁（青学大）に更新（1996年、24本）された。のち村田修一（日大）が20本を放ち大橋と並び2位タイとなっている。

### 現役時代
1968年のドラフト1位で東映フライヤーズに入団。この年のドラフトは後にプロで活躍する選手が多い大豊作であったが、いの一番での指名であった。熊谷組へ内定しており、在京セ・リーグを希望していたために当初は入団を躊躇していた。日本人離れした強肩と守備力が認められ、1年目の1969年から遊撃手のレギュラーとして起用され、前年までの正遊撃手であった大下剛史は二塁手にコンバートされた。大下との二遊間コンビの完成度は高く、大下がゴロを逆シングルで捕り、そのまま大橋にグラブトス、そして大橋が一塁に送球しアウトにする「スイッチトス」と呼ばれるプレーを日本で初めて見せたのは、東映時代の大下 - 大橋だと言われている。一方、期待されていた打撃はプロでは低調で、本塁打こそ毎年7～8本を放ったものの、2割前後の低打率に喘いだ。東映で同僚だった張本勲はその原因を「特に大橋は足は速い、肩はいい、長打力もある。それを田宮謙次郎監督はバットを短く持って打たせた。長く持たせ、打たせたらホームラン王を取っていたかもしれない」と語っている。
1971年オフに、守備力強化を目指す阪急ブレーブスの西本幸雄監督の求めにより、種茂雅之と共に阪本敏三・岡村浩二との同一リーグ内で正遊撃手・捕手同士を交換するという珍しいトレードで阪急へ移籍する。張本は後に、この大橋の放出を「すごい素質があったのに阪急へトレードしてしまった。大橋の加入で阪急はより強くなった」と慨嘆している。
1972年には初めて規定打席に到達し（30位、打率.216）、以後3年間は2桁本塁打を記録して長距離打者としての片鱗を見せたが、相変わらず打率の低迷に悩んだ。一方の守備面では二塁手のボビー・マルカーノとの鉄壁の守備で、阪急黄金時代の不動の遊撃手として活躍。
1974年に就任した上田利治監督からは「勝っている場合」と条件付きながら、絶対に（遊撃手からは）代えないと絶対的な信頼を得ていた。1972年から5年連続ベストナイン、7年連続ダイヤモンドグラブ賞に輝く。
1975年からの4年連続リーグ優勝と3年連続日本一に貢献。ダイヤモンドグラブ賞の遊撃手での7年連続受賞はパ・リーグでは大橋のみで、セ・リーグでも山下大輔（8年連続）しか達成していない。受賞期間のうち規定打席に到達したのは1972年の一度にもかかわらず選出され続けたことからも、その守備力への評価の高さが窺え、野村克也からは「お前がいなかったら、俺は3000本（安打）打っていた」と言われたという（野村の通算安打は2901本）。また、ロッテで三冠王を二度獲得した落合博満からも、落合自身のYoutubeチャンネル内にて「超一流」と絶賛されている。
1978年のヤクルトとの日本シリーズまで全試合に先発出場し、広島との1975年の日本シリーズでは、10月28日の第3戦（広島市民）の9回表に宮本幸信から試合を決める勝ち越し本塁打を放ち、19打数7安打4打点を記録して打撃賞を獲得。
1981年の春季キャンプ中、ユニフォームの下に着ていた汗取り用のウィンドブレーカーとアンダーシャツが汗で引っ付いた状態で外野からのカット後、捕手に送球した際、右肩骨折してしまう。結果、新人の弓岡敬二郎にポジションを奪われた。
1982年オフに上田からコーチ就任を打診されて現役を引退。

### 引退後
引退後は阪急→オリックスで二軍内野守備・走塁コーチ（1983年 - 1985年）→一軍守備・走塁コーチ（1986年 - 1990年）を歴任し、引退から数年後に、コーチ兼任でもいいから現役復帰してくれないかと上田から打診されたが、その時には「もうできません」と固辞している。阪急、オリックスコーチ時代に指導したブーマー・ウェルズは「守備については大橋さんに教わったんだよ。あの人に教えてもらったら、誰でも守備がどんどんうまくなっていくんだよ」と語っている。上田の退任によりオリックスを退団すると、同学年の星野仙一監督に請われて中日に移り、一軍内野守備・走塁コーチ（1991年）→一軍守備・走塁コーチ（1992年）を務めた。
次いでヤクルトの球団代表（のちに社長）になっていた日大三高時代の監督・田口周に招かれ、一軍守備・走塁コーチ（1993年 - 1994年, 1999年 - 2000年）、二軍総合コーチ（1995年）→二軍総合兼守備・走塁コーチ（1996年 - 1997年）→二軍作戦守備コーチ（1998年）を歴任した。ヤクルトでは一軍コーチ1期目に上田阪急の御家芸であった走塁戦術「ギャンブルスタート」を伝授した。上田は1970年代後半に、無死または一死の場面で三塁走者に対し、打球がゴロと判ってから走る一般的な「ゴロ・ゴー」だけではなく、バットがボールに当たると同時に走り出す「当たり・ゴー」、さらにはバットに当たる前から走らせる（投球の高さがストライクゾーンにきたら三塁走者がスタートを切る）「ヒット・エンド・ラン」の三種のサインを状況に応じて使い分ける戦術を考案して貴重な一点をもぎ取っていた。上記のような局面での「当たり・ゴー」と「ヒット・エンド・ラン」は、打者がライナーを打ってしまった場合等には逆に併殺打になるため、非常にリスクの高い作戦であった。大熊忠義は「監督も一、三塁でよくエンドランのサインを出した。満塁の場面でもあったから、さすがにこっちはサイン間違いかなと思ったくらいです。1点を取る上田さんの野球です」と語っている。ヤクルトは、大橋がコーチに就任する直前の西武との1992年の日本シリーズ第7戦、7回裏一死満塁、1-1の同点の場面で、代打杉浦享のセカンドゴロの間に三塁走者の広沢克己が本塁で封殺されてこの回を無得点に終わると、延長10回表にエースの岡林洋一が力尽きて犠飛により1点を失い、1-2で敗れて日本一を逃した。ヤクルトの敗因としてこの広沢の走塁死がクローズアップされたため、野村克也監督は大橋から「ウエ（上田）がやっていたあれは、どういうケースで（打者、走者が）どういう条件でやるんだ？」と聞き出し、キャンプでは大橋の指導の下、その走塁戦術を練習させた。同じ顔合わせとなった1993年の日本シリーズ第7戦、8回表一死三塁、3-2とヤクルト1点リードの場面で、三塁走者の古田敦也は三塁ベースコーチの大橋に「行きますから」と小声で伝えると、ベンチの指示を待たず独断で「当たり・ゴー」での本塁突入を敢行し、広沢のショートゴロの間に生還して追加点を挙げ、ヤクルトは4-2でこの試合に勝利して15年ぶりの日本一を達成した。
田口の社長退任によりヤクルトを退団すると、星野に請われて中日に復帰し、二軍ヘッドコーチ（2001年）→二軍監督（2002年 - 2003年）を歴任。その後は台湾CPBL・統一監督（2005年 - 2007年）→韓国KBO・SK二軍守備コーチ（2008年）を歴任し、2009年・2010年にはキャンプから5月までSK臨時コーチを務め、2015年にはハンファ・イーグルス春季キャンプ内野守備臨時インストラクターを務めた。
2025年7月18日午前5時、都内の自宅で死去。79歳没。

## 詳細情報

### 年度別打撃成績
| 年 度      | 球 団      | 試 合 | 打 席 | 打 数 | 得 点 | 安 打 | 二 塁 打 | 三 塁 打 | 本 塁 打 | 塁 打 | 打 点 | 盗 塁 | 盗 塁 死 | 犠 打 | 犠 飛 | 四 球 | 敬 遠 | 死 球 | 三 振 | 併 殺 打 | 打 率 | 出 塁 率 | 長 打 率 | O P S |
| ---------- | ---------- | ----- | ----- | ----- | ----- | ----- | -------- | -------- | -------- | ----- | ----- | ----- | -------- | ----- | ----- | ----- | ----- | ----- | ----- | -------- | ----- | -------- | -------- | ----- |
| 1969       | 東映       | 122   | 390   | 351   | 33    | 76    | 9        | 1        | 8        | 111   | 31    | 7     | 1        | 6     | 2     | 24    | 0     | 7     | 97    | 8        | .217  | .279     | .316     | .595  |
| 1970       | 東映       | 112   | 321   | 279   | 26    | 51    | 5        | 1        | 7        | 79    | 20    | 6     | 8        | 11    | 1     | 22    | 1     | 8     | 93    | 3        | .183  | .261     | .283     | .544  |
| 1971       | 東映       | 112   | 371   | 324   | 39    | 69    | 8        | 1        | 7        | 100   | 12    | 9     | 2        | 9     | 1     | 32    | 0     | 5     | 82    | 5        | .213  | .293     | .309     | .601  |
| 1972       | 阪急       | 112   | 405   | 352   | 40    | 76    | 10       | 2        | 15       | 135   | 42    | 6     | 5        | 9     | 2     | 37    | 1     | 5     | 77    | 8        | .216  | .298     | .384     | .682  |
| 1973       | 阪急       | 117   | 393   | 350   | 45    | 75    | 17       | 1        | 17       | 145   | 47    | 6     | 3        | 9     | 1     | 30    | 1     | 3     | 78    | 11       | .214  | .281     | .414     | .696  |
| 1974       | 阪急       | 110   | 341   | 301   | 43    | 63    | 9        | 2        | 10       | 106   | 28    | 3     | 3        | 8     | 2     | 23    | 0     | 7     | 74    | 5        | .209  | .279     | .352     | .631  |
| 1975       | 阪急       | 121   | 389   | 345   | 43    | 79    | 5        | 0        | 7        | 105   | 24    | 8     | 9        | 10    | 1     | 30    | 0     | 3     | 71    | 9        | .229  | .296     | .304     | .600  |
| 1976       | 阪急       | 116   | 306   | 267   | 30    | 51    | 7        | 0        | 2        | 64    | 15    | 6     | 6        | 17    | 1     | 17    | 0     | 4     | 61    | 7        | .191  | .249     | .240     | .489  |
| 1977       | 阪急       | 119   | 339   | 289   | 29    | 62    | 4        | 0        | 4        | 78    | 22    | 3     | 7        | 23    | 1     | 26    | 0     | 0     | 60    | 5        | .215  | .278     | .270     | .548  |
| 1978       | 阪急       | 106   | 254   | 220   | 31    | 48    | 10       | 0        | 6        | 76    | 23    | 12    | 3        | 15    | 1     | 14    | 2     | 4     | 44    | 2        | .218  | .276     | .345     | .622  |
| 1979       | 阪急       | 88    | 235   | 207   | 27    | 43    | 8        | 0        | 4        | 63    | 22    | 14    | 1        | 6     | 3     | 16    | 0     | 3     | 44    | 6        | .208  | .271     | .304     | .575  |
| 1980       | 阪急       | 85    | 213   | 187   | 30    | 41    | 9        | 0        | 9        | 77    | 22    | 6     | 1        | 6     | 2     | 16    | 0     | 2     | 46    | 5        | .219  | .285     | .412     | .697  |
| 1981       | 阪急       | 10    | 9     | 9     | 1     | 2     | 0        | 0        | 0        | 2     | 2     | 1     | 0        | 0     | 0     | 0     | 0     | 0     | 4     | 0        | .222  | .222     | .222     | .444  |
| 1982       | 阪急       | 42    | 38    | 31    | 4     | 3     | 0        | 0        | 0        | 3     | 1     | 0     | 0        | 0     | 0     | 6     | 0     | 1     | 8     | 0        | .097  | .263     | .097     | .360  |
| 通算：14年 | 通算：14年 | 1372  | 4004  | 3512  | 421   | 739   | 101      | 8        | 96       | 1144  | 311   | 87    | 49       | 129   | 18    | 293   | 5     | 52    | 839   | 74       | .210  | .280     | .326     | .605  |

- 各年度の太字はリーグ最高

### 表彰
- ベストナイン：5回 （1972年 - 1976年）
- ダイヤモンドグラブ賞：7回 （1972年 - 1978年） ※遊撃手部門での7年連続、7度受賞はいずれも歴代2位かつパ・リーグ記録。1972年は遊撃手部門でのパ・リーグ史上初の受賞[3]
- 日本シリーズ打撃賞：1回 （1975年）

### 記録
初記録
- 初出場・初先発出場：1969年4月12日、対阪急ブレーブス1回戦（阪急西宮球場）、8番・遊撃手として先発出場
- 初安打：1969年4月13日、対阪急ブレーブス2回戦（阪急西宮球場）、1回表に足立光宏から
- 初打点：1969年4月19日、対西鉄ライオンズ2回戦（後楽園球場）、1回裏に河原明から適時打
- 初本塁打：1969年5月1日、対南海ホークス4回戦（後楽園球場）、5回裏に林俊宏から左越2ラン

節目の記録
- 1000試合出場：1977年8月5日、対近鉄バファローズ後期4回戦（阪急西宮球場）、9番・遊撃手として先発出場　※史上193人目（福本豊と同日達成）

その他の記録
- オールスターゲーム出場：3回 （1970年、1973年、1975年）

### 背番号
- 3 （1969年 - 1971年）
- 6 （1972年 - 1982年）
- 66 （1983年 - 1990年）
- 79 （1991年、1993年 - 2003年）
- 78 （2005年 - 2007年）
- 85 （1992年）